# جيم غاي تاكر
جيم غاي تاكر (بالإنجليزية: Jim Guy Tucker)‏ (و. 1943 – م) هو سياسي، ومحام من الولايات المتحدة الأمريكية ولد في أوكلاهوما سيتي، أوكلاهوما. وهو عضو في الحزب الديمقراطي الأمريكي .

## التعليم
تعلم في جامعة هارفارد.